# Circuit intégré 7432

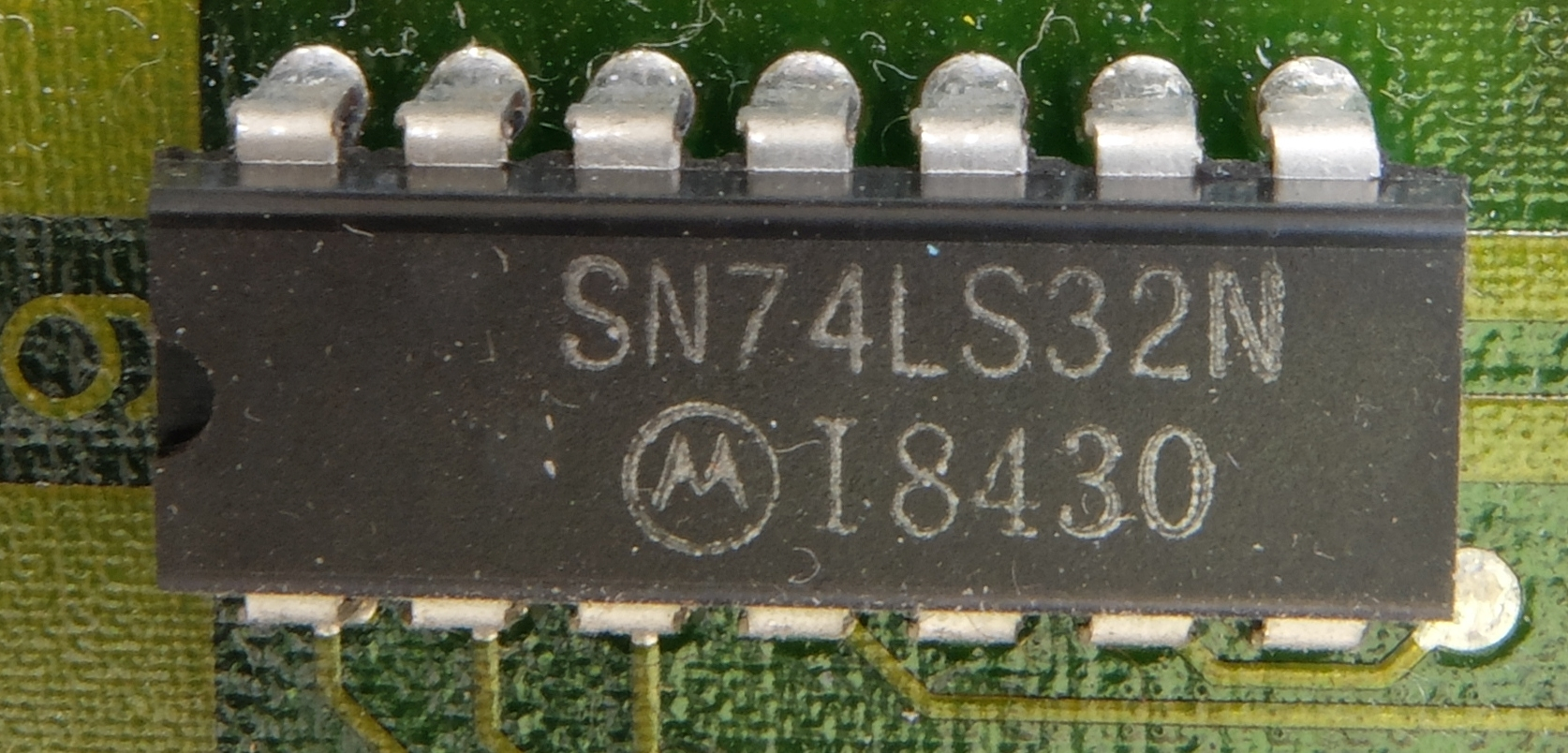
Circuit intégré 7432 (Motorola SN74LS32)

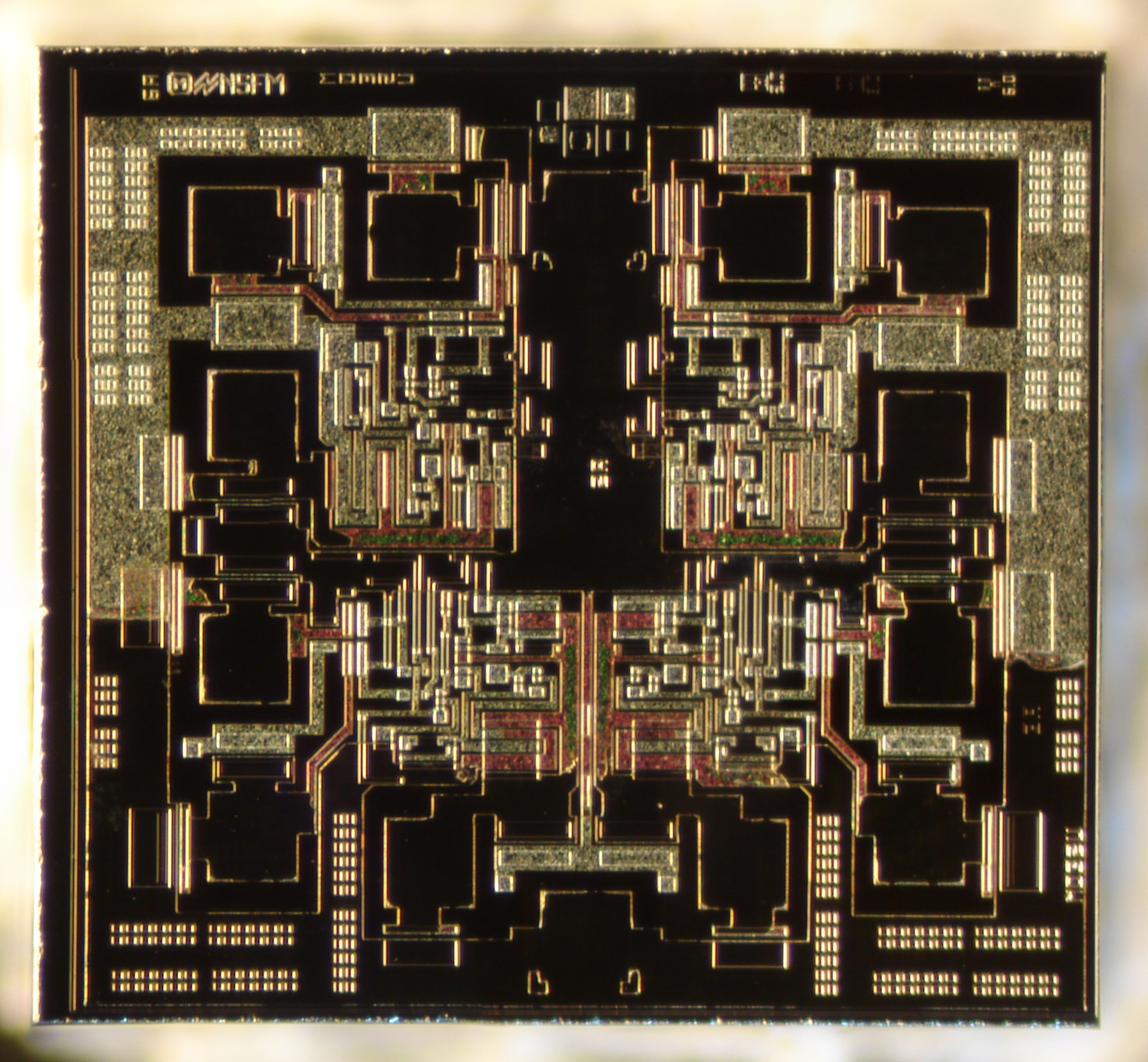
Die d'un 74F32

Le circuit intégré 7432 fait partie de la série des circuits intégrés 7400 utilisant la technique TTL.

Ce circuit est composé de quatre portes logiques indépendantes OU à deux entrées.

## Brochage

Brochage des boîtiers DIP
(vue du dessus)

## Table de vérité
| Entrées | Entrées | Sortie |
| A       | B       | Y      |
| ------- | ------- | ------ |
| 0       | 0       | 0      |
| 0       | 1       | 1      |
| 1       | 0       | 1      |
| 1       | 1       | 1      |